# Віллендорфська Венера

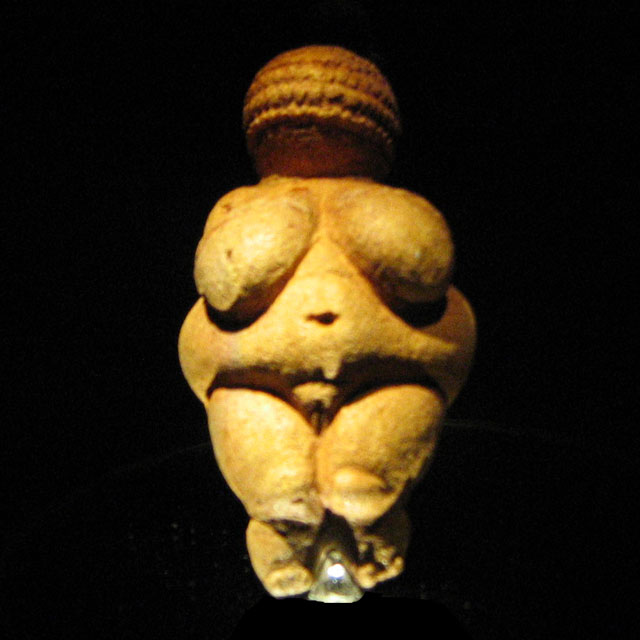
Віллендорфська Венера (Музей природознавства, Відень)

Віллендо́рфська Вене́ра або Вене́ра з Віллендо́рфу (нім. Venus von Willendorf) — невелике скульптурне зображення жіночої фігури, виявлене в одному із древніх поховань біля містечка Віллендорф у Нижній Австрії археологом Йозефом Сомбаті (Josef Szombathy) у 1908 році. Зараз перебуває у Віденському музеї природознавства.
Статуетка висотою 11 см вирізана з олітичного вапняку, якого немає в цій місцевості (що свідчить про пересування статуетки в давнину) і підфарбована червоною вохрою. За оцінкою 1990 року, фігурка виготовлена приблизно в 24,000-22,000 році до РХ. Майже нічого не відомо ні про місце, ні про метод виготовлення, ні про культурне призначення цієї статуетки.
«Венера» має дуже цікаву форму. Це зображення жінки, із чітко вираженими лініями, що підкреслюють її груди, пупок, статеві органи й стегна, але риси обличчя відсутні. На голові видно добре вирізане волосся або головний убір. Ожиріння свідчить про забезпеченість у харчуванні, а в кам'яну добу це свідчило про досить високе становище цієї жінки. Можливо, вона була главою роду або матір'ю-прародителькою.
На думку інших дослідників, фігурка, можливо, була ідолом родючості, також є думка, що її використовували вагінально для збільшення плодовитості. Про це може свідчити відсутність ніг (за задумом автора, статуетка не повинна була стояти). Деякі сучасні антропологи і сексологи висловлюють думки, що венери — перший зразок порнографічного зображення для племен мандруючих мисливців за мамутом періоду Східного гравета.
Прізвисько «Венера» народилося як жарт, але його продовжили використовувати, називаючи наступні подібні статуетки жінок кам'яної доби. Професіонали ототожнюють їх із Матір'ю Землею (англ. Gaia — «Гея») — богинею древньої Європи.
Подібні «венери» характерні для археологічної культури Східного Гравета (Вілендорф-костьонківська культура охоплювала територію Моравії, долин річок Вісла, Прип'ять, Десна і Дон).